# Colin McRae: Dirt 2
Pour les articles homonymes, voir Dirt.
Colin McRae: Dirt 2 (ou simplement Dirt 2 en Amérique du Nord) est un jeu vidéo de course développé par le studio Codemasters sorti en 2009 sur PlayStation 3, Xbox 360, PC et Wii. Une version Mac OS est également sortie en 2011. Ce jeu de rallye reprend la licence du célèbre pilote de rallye, Colin McRae. Dirt 2 est aussi la suite de Colin McRae: Dirt premier du nom. La version PC a bénéficié d'un traitement graphique spécial pour améliorer le rendu. Dirt 2 a été porté par deux développeurs tiers sur Nintendo DS et PlayStation Portable dans des versions très différentes niveau graphisme.
On y retrouve des pilotes connus comme Ken Block, Travis Pastrana, Tanner Foust, Dave Mirra ou bien Mohammed Ben Sulayem. Le jeu se déroule en Afrique, Asie, Amérique du Nord et en Europe. Il comprend des épreuves de rallye, rallye-raid, trail blazer, rallycross et baja raid. Une carrière solo nommée World tour permet de participer à des courses seul ou à plusieurs véhicules sur différents lieux. un mode multijoueur en ligne est également présent.
Dirt 3, sa suite, est sorti en mai 2011.

## Version Nintendo DS
Colin McRae: Dirt 2 est aussi le nom du portage du jeu sur Nintendo DS par Firebrand Games.

## Version PlayStation Portable
Colin McRae: Dirt 2 est aussi le nom du portage du jeu sur PlayStation Portable par Sumo Digital.